# Ян Вислицкий
Ян Вислицкий (Ян из Вислицы; 1485—1520) — поэт Великого княжества Литовского и Польши эпохи Возрождения, представитель новолатинской школы поэзии.

## Биография
Сын небогатого шляхтича. Ян Вислицкий родился, вероятно, на территории летописной Литвы между Клецком и Пинском, где течет река Вислица. Другие исследователи считают местом его рождения Польшу.
Окончил Ягеллонский университет в Кракове, входил там в литературный кружок профессора Павла Русина из Кросно, получил учёные степени бакалавра и магистра свободных искусств. В 1510—1512 работал там же магистром (в актах указан как «русин»). Ян Вислицкий читал студентам курсы по философии Аристотеля, математике Евклида, риторике Цицерона.
Опубликовал в Кракове поэму «Прусская война», посвящённую победе над Тевтонским орденом в Грюнвальдской битве (1410) объединённых войск Великого княжества Литовского и Польши.

## Творчество
Ян Вислицкий писал оды, эпиграммы, элегии, послания («Ода к королю Сигизмунду», «Элегия к богородице деве Марии», «Эпиграмма на завистника»).
Автор эпической исторической поэмы «Прусская война» (1515), в которой прославил победу над крестоносцами, добытую как народное состязание. Произведение определяется монументальностью батальных сцен, пластичностью образов природы. Поэма стоит у истоков жанра эпопеи в белорусской, польской и литовской литературах.
Поэма состоит из трех частей, или, по тогдашней терминологии, из трёх книг. Первая часть — поэтическая прелюдия, экспозиция к героическому эпосу, условно-молитвенное обращение к олимпийским богам и музе эпической поэзии Калиопе с просьбой вдохнуть в грудь поэта вдохновение для прославления короля и великого князя Сигизмунда I, его славного деда Ягайло, династии Ягеллонов. Поэт называет их метафорически «сарматскими королями», условно-поэтически присоединяясь к античным мифам о сарматском происхождении славянских народов.
Вторая, центральная, часть поэмы аннотирована автором так: «Книга вторая покажет Литвы лесистой пространства, славный народ тот, откуда мужественный Ягайло пошел». Она посвящена истории покорения крестоносцами пруссов, описанию агрессивной политики немецкого Ордена к своим соседям, подготовке и ходу самой Грюнвальдской битвы, которая закончилась победой объединенных сил союзников под руководством короля Ягайло и великого князя Витовта. В качестве исторических источников поэт использовал «Историю Польши» Яна Длугоша, письма короля Ягайло, народные легенды и исторические предания. В описании войн Ян Вислицкий использовал опыт античной поэзии, имитацию языческой мифологии, создавая образы-эвфемизмы: зерна — дары Церере, началась война — «Марс жесткий возник». Он хорошо знал народную поэтику, пользовался ею, описывая нападения крестоносцев на польские земли.
Третья часть поэмы «Прусская война» посвящена браку Ягайло, который не имел династического преемника, с княжной-русинкой Софьей Гольшанской. Она, говорит поэт, «волшебная нимфа в русинов, Божественная нимфа — прекраснейшая в мире девушка». Наряду с торжественным ораторским стилем здесь есть пасторальные мотивы, остроумные ханжеские эвфемизмы, например, о том, как Юпитер беспокоил олимпийских богов, «ища князю седому супругов». По контрасту с героическими образами славных рыцарей предыдущей части поэмы внимание перенесено на лирическую тему — песню о любимице народа, хорошой шляхтянке славного рода Гольшанских, что красой своею превзошла греческих богинь и нимф. На свадьбу Юпитер созывает всех олимпийцев: богиня Юнона обещает молодой счастье и богатство, Миневра гарантирует её детям мудрость, а Марс желает всей династии военную славу. Наконец богиня любви приводит на свадьбу «нимфу русинов» Софью. Народ славит королевский брак радостными песнями, музыкой, звучат лиры и гусли.
Трёхчастная композиция напоминает структуру музыкальной симфонии, созданной средствами античной поэтики, которая здесь сочетается с христианским романтизмом, средневековым духом рыцарства и фольклорной красочностью. Ян Вислицкий стал родоначальником светского течения в эпической поэзии Польши, Литвы и Беларуси, убранной в античные костюмы — классическую латынь. Опыт Яна Вислицкого, вероятно, использовал автор лиро-эпической поэмы «Песнь про зубра» (1523) Николай Гуссовский.
Поэма дважды переиздавалась в Польше (в 1887 и 1933). Полный перевод поэмы на белорусский язык впервые осуществила Жанна Некрашевич-Короткая (опубликовано в 1997).